# 不敬罪

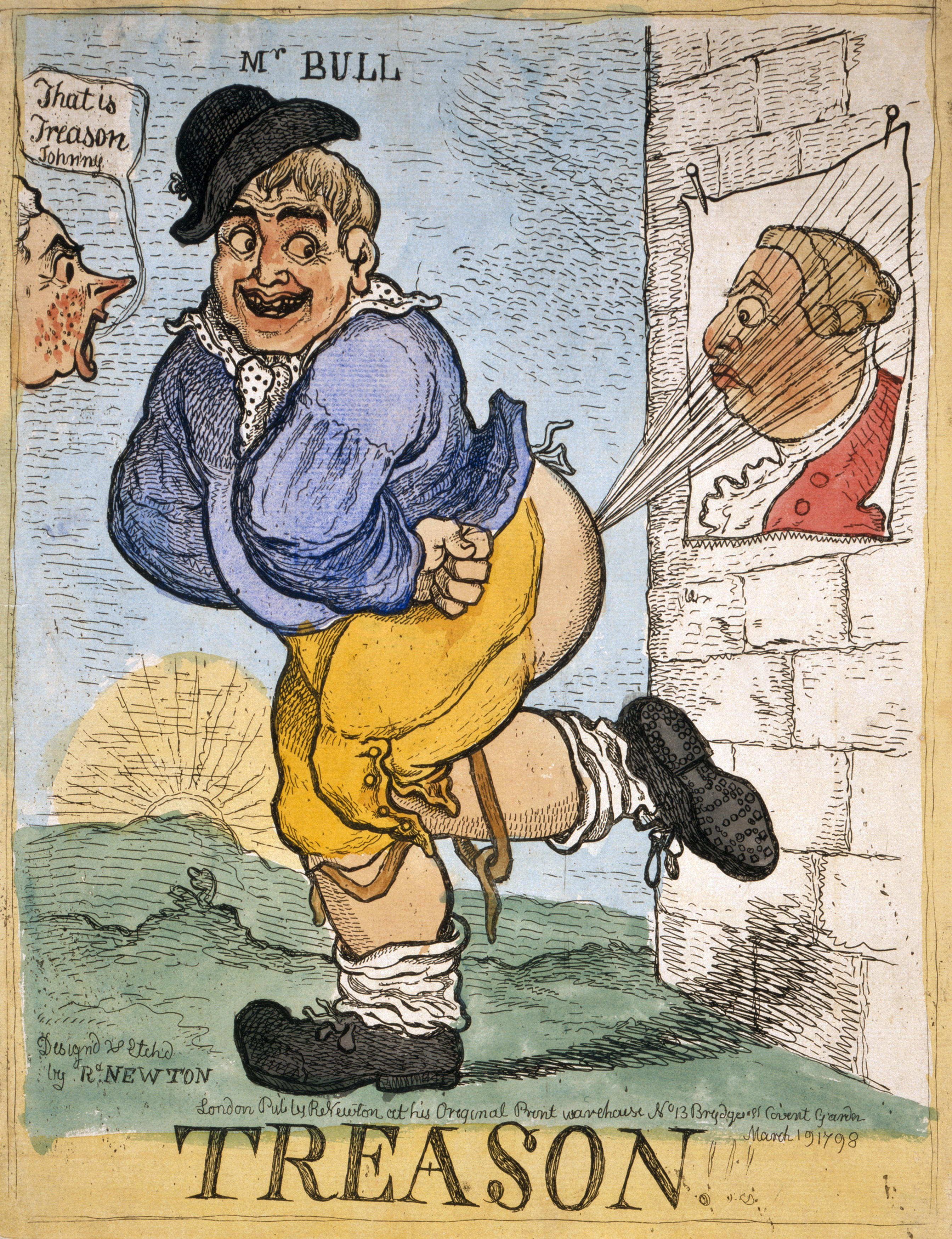
ジョージ3世の真影に放屁するジョン・ブル（1798年）

不敬罪（ふけいざい、Lèse-majesté、lese-majesty）は、国王や皇帝などの君主・王族・皇族の一族と宗教・聖地・墳墓などに対し、名誉や尊厳を害するなど、不敬とされる行為の実行により成立する犯罪。
日本国内においては、1947年（昭和22年）の刑法改正により、天皇・皇后および皇族に対する不敬罪は廃止された。

## 概要
王室などに対する不敬罪は、絶対君主制などの主権者たる君主と国家の存立を同一視する体制において定められることが多い。現在では、法の下の平等や思想・良心の自由、表現の自由の観点から、君主制を採用している国家でも、刑罰が廃止・失効している場合がある。サウジアラビアなどのイスラム諸国やデンマーク、スペイン、タイ王国、カンボジアは、現在も不敬罪が存在する数少ない例である。

## 現行法

不敬罪が現行法の国

### ヨーロッパ

#### ベルギー
2021年10月28日、ベルギー憲法裁判所は、1847年に制定の君主の侮蔑を罰金もしくは禁固刑に処する法律が、ベルギー憲法および欧州人権条約で保証されている表現の自由の権利侵害だという判決を下した。

#### デンマーク
デンマークでは、君主は通常の名誉毀損罪（最大4か月の懲役を定めるデンマーク刑法第267条）によって保護されており、現行の君主が名誉毀損の対象である場合、同法第115条は通常の刑罰を2倍にすることを定めている。王配、王妃、王太后、王太子が対象の場合、罰金を50％増額することがある。

#### オランダ
オランダでは、国王、王妃、王位継承者とその配属者、摂政に対する不敬罪が2020年1月1日をもって撤廃された。国王、王室の配偶者、法定相続人またはその配偶者、または摂政を侮辱することは、公務員と同じレベルで公務員として罰せられるようになった。

#### スペイン
刑法第490条・第491条は不敬罪を規定している。 国王、王妃、その先祖、またはその子孫を中傷、侮辱した者は、最高2年間の禁固刑に処されうる。

### 中東

#### サウジアラビア
サウジアラビアでは国王や王族のみならず、預言者ムハンマドを侮辱した場合でも不敬罪に問われる。2012年2月、サウジアラビア国内で若手ジャーナリストのハムザ・カーシュガリーがムハンマドに対して「私はあなたについて好きなところも嫌いなところもある。それに理解できない面もある」「私はあなたのために祈りを捧げない」とTwitterでつぶやいたところ、預言者ムハンマドを冒涜したとして国内において死刑を求める声が高まった。
彼はマレーシアに亡命するために出国したものの、クアラルンプール国際空港で身柄を拘束された。その後約2年間にわたって拘留されたが、2013年10月に突如釈放された。

### アジア

#### タイ

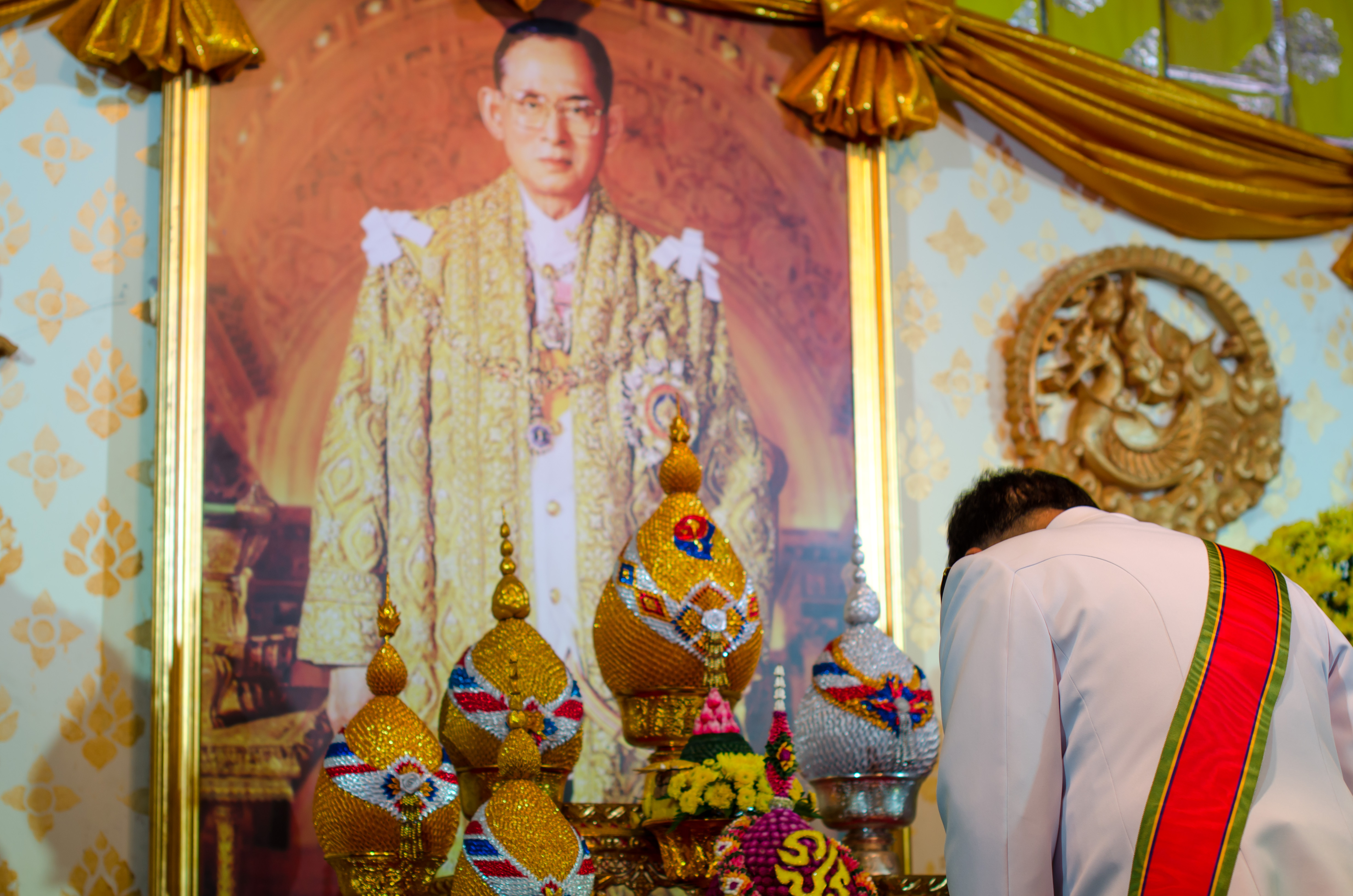
ラーマ9世の肖像に拝礼するタイの政府高官

タイ王国における不敬罪は、刑法第112条によって定められている。
1956年制定の当初は、刑期を「7年以下」と規定していたが、1978年のクーデター後、「国家統治改革団」の命令41号によって下限・上限が広げられ重罰化された。
この条項に書かれている行為を行うことは、一般に「ご威光を侮辱する (หมิ่นพระบรมเดชานุภาพ) 」と表現され、「ご威光を侮辱する罪（すなわち「不敬罪」、โทษฐานการหมิ่นพระบรมเดชานุภาพ）」とされる。また、外国の君主、妃、王配（皇配）あるいは元首を侮辱した場合も、別の条項によって罰せられる。
「ご威光を侮辱する」の範囲は明確ではなく、誰でも告発でき「公然と敬意を表さないこと」をも含めるか否かで議論がある。2006年のクーデターの反対運動を行っていた政治活動家のチョーティサック・オーンスーンは、同様に映画館でタイの王室歌が流れた際に起立しなかったため、不敬罪で2007年に起訴されたが、その際に表敬しないことは有罪ではないという旨の主張を行い、その友人らはチョーティサックの主張を受けて無罪を主張する署名活動を行っている。
2009年1月には、2300ものタイ王国にあるウェブサイトが王室侮辱の廉で、タイ王国情報技術通信省により閉鎖させられた。同年8月にはタクシン派組織「反独裁民主戦線」の幹部、ダラニー・チャーンチェンシラパクンが集会における国王批判（表敬をしなかったという理由ではない）で禁固18年の刑を宣告され控訴している。
2015年12月には、ラーマ9世の愛犬トーンデーンをFacebookで中傷したとして、27歳の男性が逮捕され、また「プラチャタイ」の電子掲示板に書き込まれた王室批判に対処しなかった廉で、ウェブサイト担当管理者が執行猶予つきの有罪判決を受けた。
一方でマグサイサイ賞受賞者で、弁護士のトーンバイ・トーンパオは、表敬するように要求があった場合に表敬しないことは罪であると主張し、過去には王室歌が流れたときに起立しなかったチュラーロンコーン大学の学生が、2年間の禁固刑を受けていることを指摘している。
タイの人権擁護団体によると、2014年のクーデターから2016年7月15日までの約2年間では68人が不敬罪で摘発、58人が反乱罪に問われたとしている。
首相を務めたアピシット・ウェーチャチーワは「過去の事件で政治的に不敬罪が濫用されていた」と、懸念を示している。
2020年に行われた学生デモでは、刑法第112条の廃止を要求するものも見られるようになった。

#### カンボジア
カンボジア憲法は国王を「国家の統合と永続の象徴」などと規定しており、フン・セン政権が不敬罪の新設を目指してきた。国際人権団体などから「露骨な独裁主義へと向かっている」と批判される中、2018年2月に成立。同年5月にはノロドム・シハモニ国王に対する不敬容疑で、中部コンポントム州の小学校校長が逮捕された。カンボジアに不敬罪が成立してから初の適用となった。

## 旧法

### 日本
| 西暦年 | 元号年   | 認知件数 | 検挙件数 |
| ------ | -------- | -------- | -------- |
| 1924年 | 大正13年 | 17       | 19       |
| 1925年 | 大正14年 | 14       | 15       |
| 1926年 | 大正15年 | 15       | 16       |
| 1927年 | 昭和2年  | 15       | 15       |
| 1928年 | 昭和3年  | 128      | 131      |
| 1929年 | 昭和4年  | 29       | 27       |
| 1930年 | 昭和5年  | 32       | 27       |
| 1931年 | 昭和6年  | 26       | 19       |
| 1932年 | 昭和7年  | 39       | 38       |
| 1933年 | 昭和8年  | 43       | 43       |
| 1934年 | 昭和9年  | 30       | 27       |
| 1935年 | 昭和10年 | 20       | 22       |
| 1936年 | 昭和11年 | 39       | 37       |
| 1937年 | 昭和12年 | 28       | 27       |
| 1938年 | 昭和13年 | 61       | 60       |
| 1939年 | 昭和14年 | 66       | 79       |
| 1940年 | 昭和15年 | 42       | 45       |
| 1941年 | 昭和16年 | 60       | 62       |

不敬罪の客体は、次の5種に分けられる。条文は「#刑法」を参照。
1. 天皇（74条1項）
2. 太皇太后、皇太后、皇后、皇太子、皇太孫など天皇に準ずる皇族（同条項）
3. 神宮（74条2項）
4. 皇陵（同条項）
5. 普通の皇族（76条）

不敬罪の実行行為は、これらの客体に対して「不敬ノ行為」（不敬行為）を行うことである。不敬罪の法定刑は、1.〜4.の客体に対する罪は「3か月以上5年以下の懲役」とされ、5.の普通の皇族に対する罪は「2か月以上4年以下の懲役」とされた。
不敬罪の客体のうち「ジングウ」は、伊勢神宮を指す。また、同じく「皇陵」は、かつて天皇に在位した歴代の天皇の墳墓と解された。なお、現在でも礼拝所不敬罪という罪名があるが、これは単に墳墓や神社仏閣の境内、教会堂全般に対する保護のためのもので、皇室とは直接関係ない。
不敬罪の保護法益は、客体が体現（象徴）する国家の名誉と尊厳、および客体自身の名誉と解された。そのため、不敬罪は、一般人における名誉毀損罪や侮辱罪など、名誉に対する罪の一種とされた。しかし、「不敬ノ行為」（不敬行為）は、これら一般人における名誉に対する罪の実行行為よりも広い範囲の行為を含むとされた。また、名誉毀損罪などが親告罪とされるのに対して、不敬罪は非親告罪とされた。
不敬行為とは、客体に対する軽蔑の意を表示し、その尊厳を害する一切の行為を指すとされた。客体の行為の公私の別・即位の前後・事実の有無・事実の摘示の有無に関係なく、これら全てについて一切の行為、上は実際の名誉毀損・侮辱行為から下は神性（現人神であること）に疑問を持つなどまでである。また、その行為は、第三者から認識し得ることを要するものの、公然・非公然の別を問わないため、日記の記述を不敬行為とした判例もあり、適用範囲はきわめて広かった。要求される敬意を不可抗力で払えない場合でも不敬行為とされた。
もっとも、歴代の天皇に対する不敬行為は、それが同時に現在の天皇に対する不敬行為にあたる場合を除き、不敬罪は適用されず、ただ死者に対する名誉毀損罪（230条2項）の適用の有無のみが問題とされた（注：死者に対する名誉毀損罪は、「虚偽の事実を摘示することによってした場合でなければ」（現代語化改正前の法文は「誣罔ニ出ツルニ非サレハ」）、処罰されない）。
現行法律下では告訴権者が「天皇、皇后、太皇太后、皇太后又は皇嗣」であるときに内閣総理大臣が代わって名誉毀損罪や侮辱罪の告訴を行うことができるのみで、適用される法律自体は一般国民に対するそれと変わらない（刑法232条2項・同条1項、同章）。

#### 沿革
日本では不敬罪は、1880年（明治13年）に公布された旧刑法（明治13年太政官布告第36号）において明文化された。この規定は、1907年（明治40年）に公布された現行刑法（明治40年法律第45号）に引き継がれた。
その後、1946年（昭和21年）11月3日に日本国憲法が公布された際に出された大赦令により、不敬罪（74条、76条）について恩赦の対象とされ、同条を含む法第2編第1章（「皇室ニ對スル罪」、73条から76条まで）は、1947年（昭和22年）10月26日に削除された。不敬罪で起訴された最後の事件は、1946年（昭和21年）5月1日の飯米獲得人民大会における『プラカード事件』であるが、前記の大赦令の公布により免訴となった。
この刑法第2編第1章には不敬罪のほか、天皇・皇族などに対して危害を加える行為（未遂を含む）を加重処罰する規定（73条、75条）も定められ、特に法定刑が死刑のみの73条は大逆罪として区分された。これらを含めた「皇室ニ對スル罪」全体を『不敬罪』と呼ぶこともある。

#### 法文

##### 刑法
刑法第二編第一章は1947年（昭和22年）に削除されている。

##### 旧刑法
旧刑法にも同様の規定がある。罰金刑を定めていた点、および、監視に関する規定を持つ点が異なる。

#### 大津事件
1891年（明治24年）5月、日本を訪問していたロシア帝国の皇太子ニコライ（後のニコライ2世）が、滋賀県大津市で警備の巡査・津田三蔵に突然斬りかかられて負傷する暗殺未遂事件が発生した。その事件処理に際して、大国ロシアを恐れた政府は大審院に対し、皇室に対する罪を適用して処断するよう圧力をかけた。しかし、大審院は、「皇室に対する罪は、外国の皇太子に対する行為については適用されない」として、一般の殺人未遂事件として処理し、司法権の独立を保った。このとき政府から適用するよう求められた罪は、不敬罪ではなく皇族に対する危害罪（旧刑法116条）である。
また昭和21年5月19日に於ける不敬罪事件(最大判昭23・5・26刑集2・6・529)ではGHQ（連合国軍最高司令官総司令部）の「天皇といえども特別な保護を受けるべきではない」という意向により不敬罪で起訴された被告人は天皇個人に対する名誉毀損の特別罪として免訴された判例がある。

### ノルウェー
2005年刑法が2015年に施行され、不敬罪は犯罪と見なされなくなった。

### スウェーデン
スウェーデンでは、第二次世界大戦後の1948年に不敬罪（lèse-majesté）は廃止された。

### イギリス
1848年反逆罪重罪法（Treason Felony Act of 1848）は、君主制廃止の主張を犯罪としていた。依然として法令集に記載されているが事実上無効とされる。

## 関連文献
日本の不敬事件判例
- 司法省刑事局 編『国立国会図書館デジタルコレクション 不敬事件』司法省刑事局〈思想研究資料 ; 第8輯〉、1928年。